# Arquà Petrarca
Arquà Petrarca is een gemeente in de Italiaanse provincie Padua (regio Veneto) en telt 1852 inwoners (31-12-2004). De oppervlakte bedraagt 12,5 km², de bevolkingsdichtheid is 148 inwoners per km².
Na de eenmaking van Italië werd de naam van de dichter Francesco Petrarca aan de gemeentenaam toegevoegd. Petrarca had er immers een landhuis, waar hij gestorven is.

## Demografie
Arquà Petrarca telt ongeveer 659 huishoudens. Het aantal inwoners daalde in de periode 1991-2001 met 3,6% volgens cijfers uit de tienjaarlijkse volkstellingen van ISTAT.
| Jaar | Inwoneraantal |
| ---- | ------------- |
| 1991 | 1947          |
| 2001 | 1876          |

## Geografie
Arquà Petrarca grenst aan de volgende gemeenten: Baone, Galzignano Terme, Monselice.

## Externe link

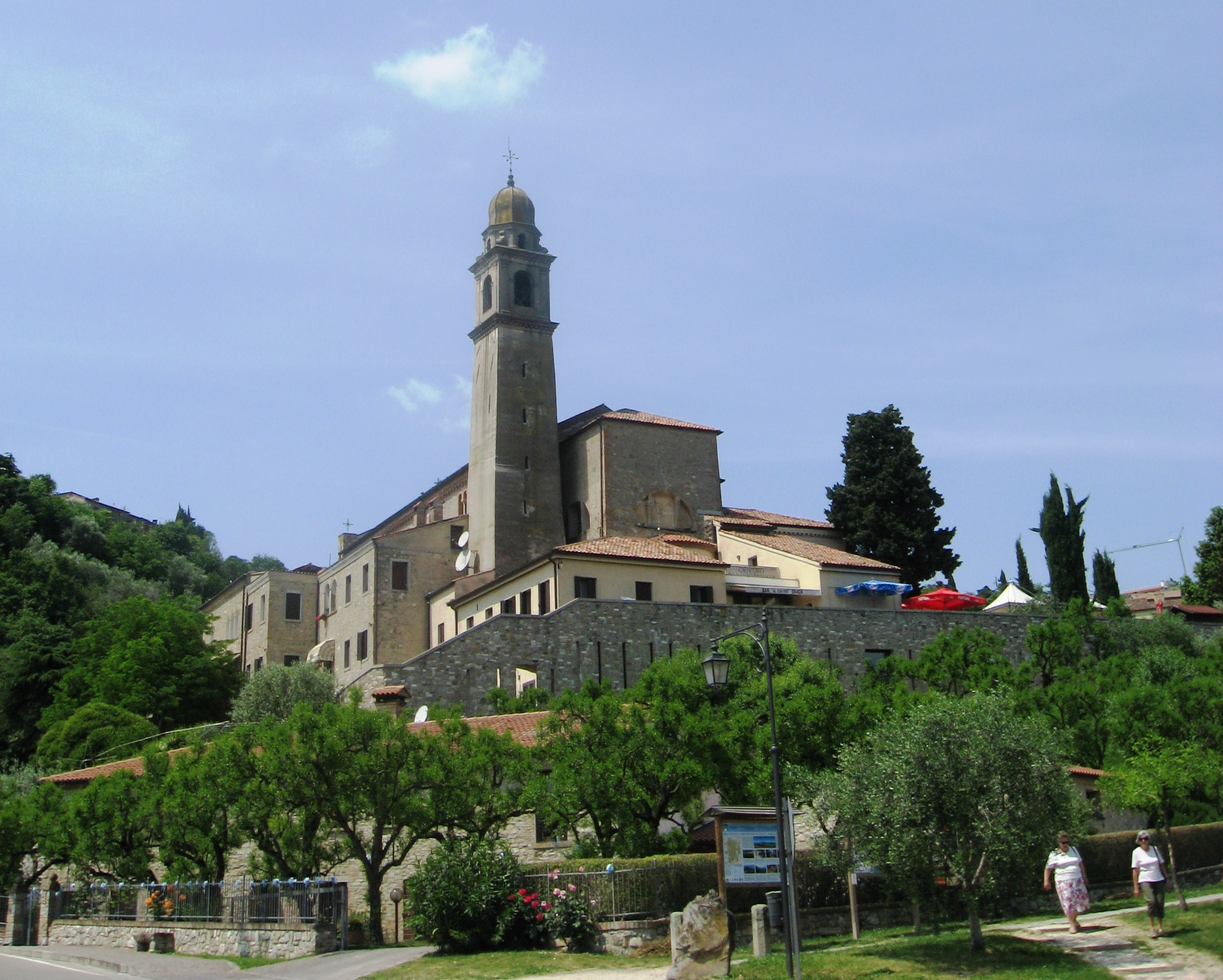
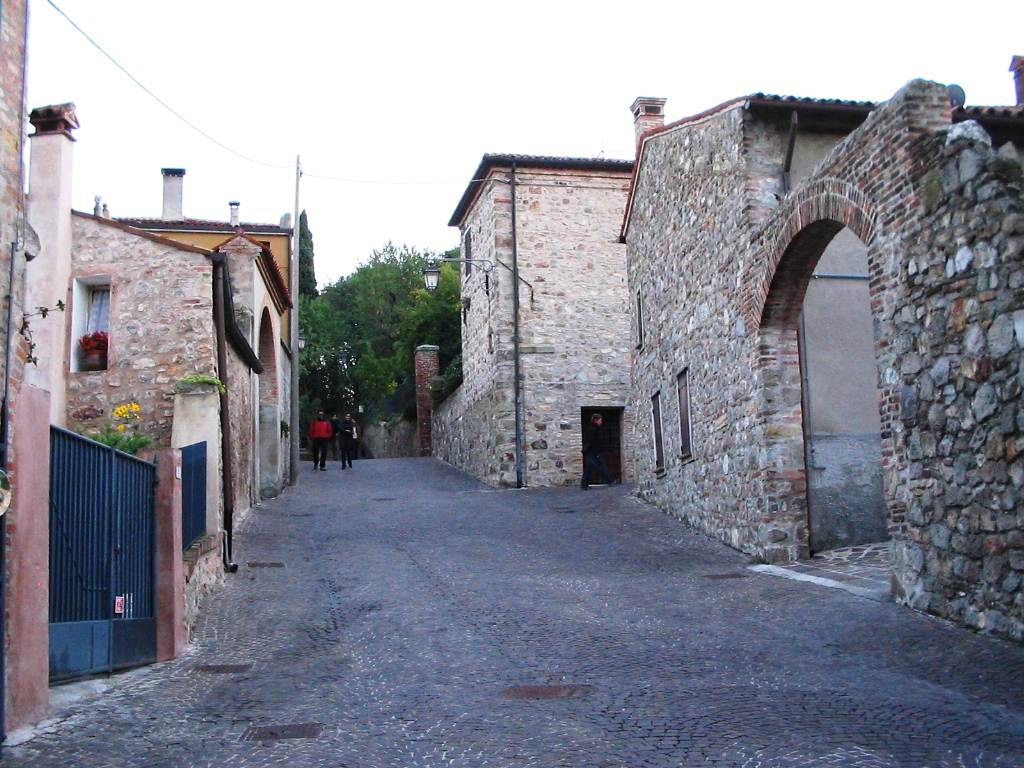
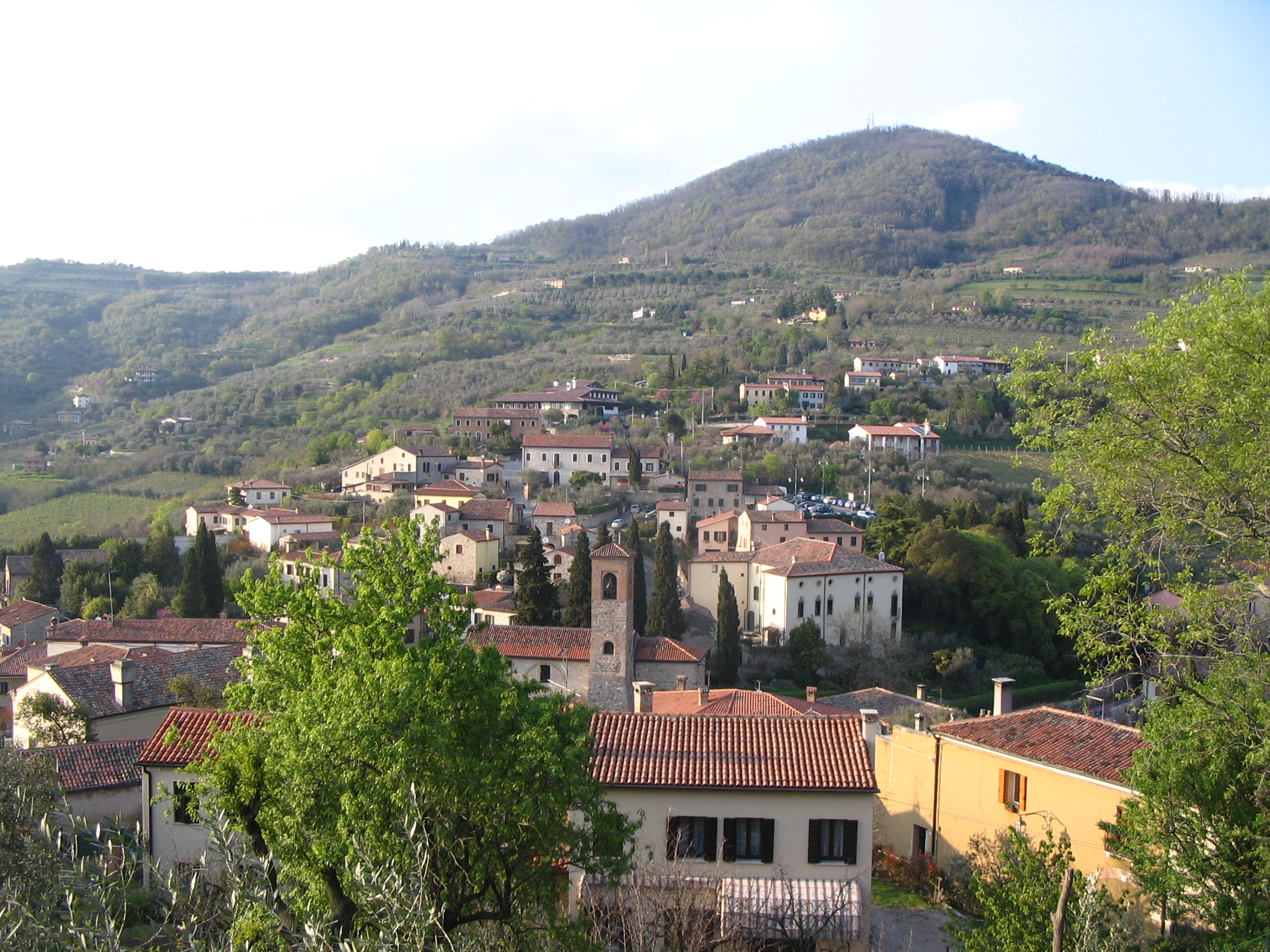
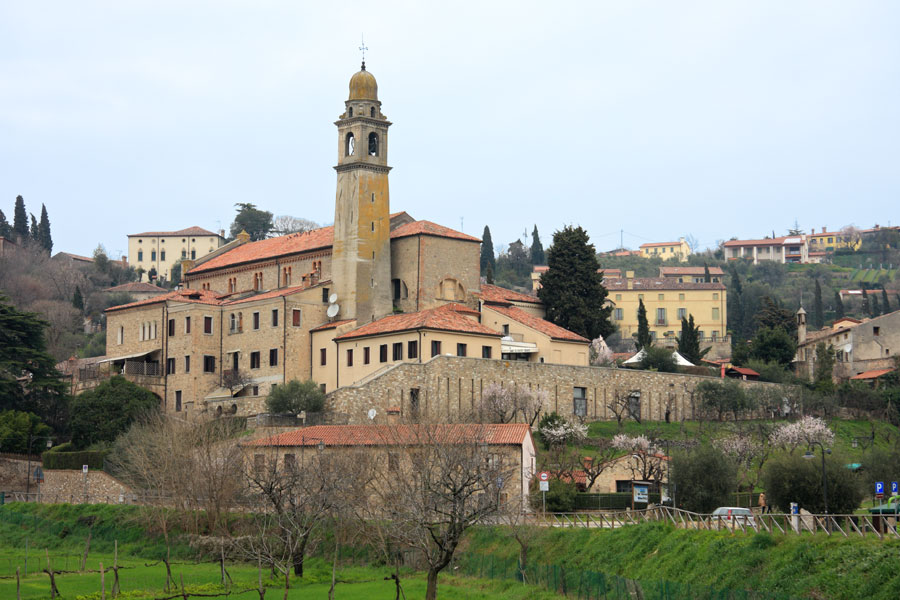
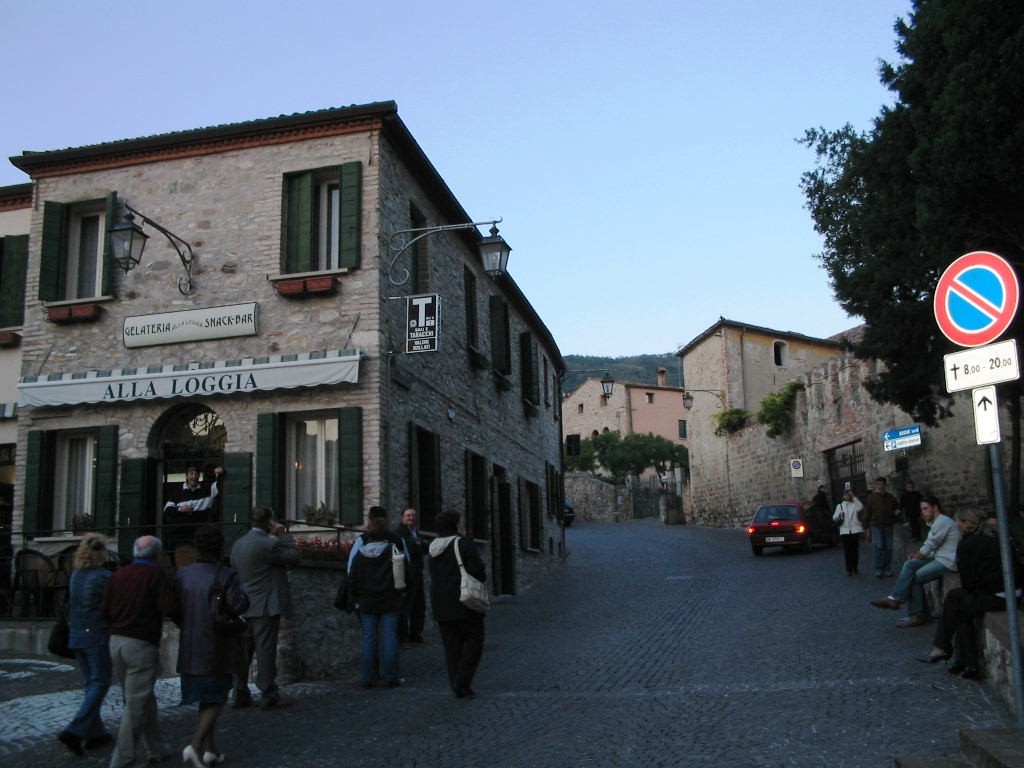
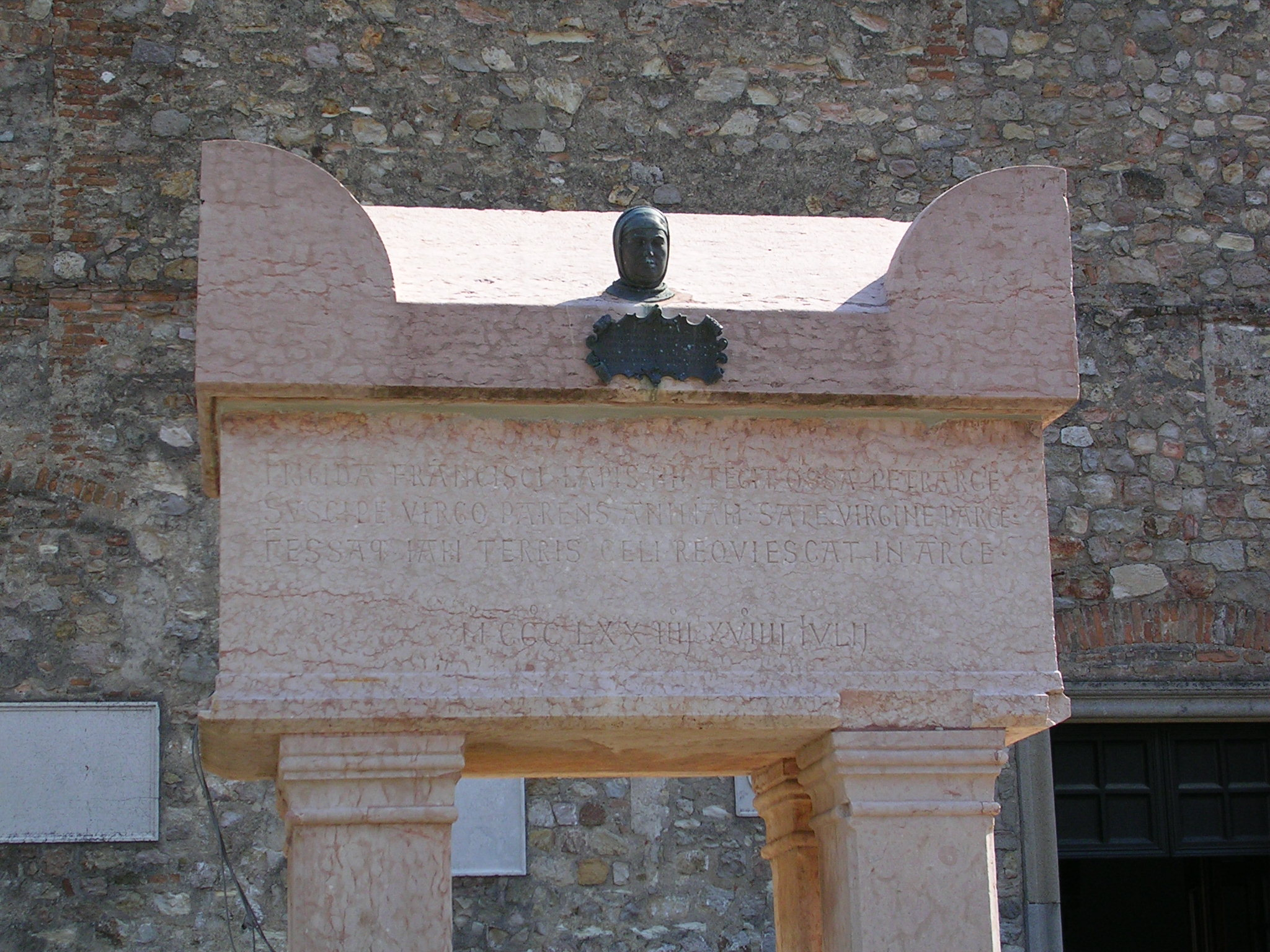
Graf van Petrarca